# .ki
.ki는 키리바시의 인터넷 국가 코드 최상위 도메인이다. 키리바시 통신 권익 위원회에서 관리한다. 많이 쓰이지는 않는다.
1990년대 초반부터 2000년대 초반까지 도메인은 키리바시 공화국을 대신하여 호주 ISP인 connect.com.au와 솔로몬 제도 호니아라에 본사를 둔 남태평양어업회의기구를 원래 후원자로 관리한 후 이전되었다. 키리바시 수산 및 해양자원 개발부, 마지막으로 통신, 교통, 관광 개발부. 2002년에 ccTLD의 직접 관리는 텔레콤 서비시즈 키리바시 리미티드(Telecom Services Kiribati Limited)로 이전되었다. 이 초기 설정은 프랭크 마틴(Franck Martin)이 수행했다. 2007년 현재 등록 기관은 gTLD에서 사용하는 것과 유사한 여러 등록 기관 시스템을 사용하여 키리바시 통신 당국에서 처리하고 있다. 그러나 .ki 도메인을 사용하는 사이트는 거의 없다. 키리바시의 위치와 제한된 인터넷 연결로 인해 정부 웹사이트와 같은 키리바시의 웹사이트가 매우 느리거나 액세스할 수 없는 경우가 많다. 그러나 많은 .ki 사이트는 키리바시 외부에서 호스팅된다.
.ki는 공통 등록 및 분쟁 해결 서비스를 활용하는 국가 코드 도메인 그룹인 CoCCA의 회원이다.